# Gambrinus (Zug)
Gambrinus war ein Zug der Deutschen Bundesbahn (DB), der eine Fernverbindung zwischen Nord- und Süddeutschland über die Rheinschiene herstellte.

## Name
Der Name leitet sich von dem sagenhaften niederländischen König Gambrinus ab, dem die Erfindung des Bieres zugeschrieben wird.

## Geschichte

### Vor-Verkehr
Der Zug verkehrte als Fernschnellzug ab dem Sommerfahrplan 1952, zunächst von Frankfurt (Main) Hauptbahnhof über Köln Hauptbahnhof nach Dortmund Hauptbahnhof. In dieser Fahrtrichtung trug er die Zugnummer F 33, in der Gegenrichtung die Nummer F 24. Die unpaarigen Zugnummern beruhten auf einem Anschluss mit dem Vorgängerzug des Fernschnellzugs Schwabenpfeil in Mainz Hauptbahnhof, der die Zugnummern F 23/34 führte. Diese Verknüpfung wurde aber schon nach einem Jahr aufgegeben, weil die Verkehrszeiten des Schwabenpfeil für den Raum Stuttgart so zu ungünstig lagen. Der Gambrinus führte – wie bei Fernschnellzügen üblich – nur Wagen der (alten) 2. Klasse und einen Speisewagen.

### Gambrinusals Fernschnellzug
Mit dem Sommerfahrplan 1952 fuhr der Gambrinus nun unabhängig von einer Verknüpfung mit dem Schwabenpfeil, dafür aber auf einem verlängerten Laufweg von und bis München Hauptbahnhof über Treuchtlingen. Mit dem Sommerfahrplan 1953 wurde auch sein Laufweg am nördlichen Ende verlängert: über Osnabrück Hauptbahnhof, Bremen Hauptbahnhof und Hamburg Hauptbahnhof nach Kiel Hauptbahnhof. Der Gambrinus war so mit 1.201 km Laufweg und einer Fahrzeit von etwa 15½ Stunden der F-Zug mit längstem Laufweg und längster Fahrzeit.
Nach der Klassenreform von 1956 führte der Zug ausschließlich die (neue) 1. Klasse. Ab 1957 wurde der Zug (abgesehen von dem Abschnitt Kiel–Hamburg, der 1959 aufgegeben wurde) ausschließlich mit Elektrolokomotiven (im Süden von Frankfurt E18 und nördlich davon: E 10) und – soweit die Strecken noch nicht elektrifiziert waren – mit Lokomotiven der Baureihe V 200 bespannt. Ab 1959 fuhr der Zug auch über Nürnberg Hauptbahnhof. Eine Besonderheit war, dass der F 33 (Fahrtrichtung nach Norden) über Mainz Hauptbahnhof und Lünen Hauptbahnhof, der F 34 über Hamm Hauptbahnhof und Wiesbaden Ost verkehrte. Ab Winterfahrplan 1965/66 kamen dann erstmals auch Lokomotiven der Baureihe E 03 zum Einsatz. Der Zug führte Ende der 1960er Jahre Kurswagen nach Kiel. Die Stammstrecke München–Hamburg-Altona bewältigte er nun, nachdem sein gesamter Laufweg elektrifiziert war, in etwa 11 Stunden.
Eine Besonderheit ergab sich im Winterfahrplan 1967/68: Da Schlafwagen tagsüber funktionslos abgestellt waren, versuchte die DB, im Gambrinus Schlafwagenabteile in Tagesstellung als Besprechungs- und Rückzugsraum anzubieten. Dazu liefen Schlafwagen im Zug zwischen Frankfurt und Hamburg mit. Die Abteile – auch Doppelabteile mit wegklappbarer Zwischenwand – konnten für einen Aufpreis bestellt werden. Der Versuch scheiterte.
1971 änderten sich die langjährig verwendeten Zugnummern in F 122 (Nordrichtung) und F 123 (Südrichtung). Im September 1971 wurde der Gambrinus zum Intercity mit den Zugnummern IC 112/117 aufgestuft. Zusammen mit fünf weiteren Intercity-Zugpaaren verband er Hamburg über das Ruhrgebiet mit München.

### Trans-Europ-Express
Zum Sommerfahrplan 1978 führte die Deutsche Bundesbahn im Zuge des Konzepts IC 79 in den Intercity-Zügen zwischen Hamburg und München versuchsweise die zweite Wagenklasse ein. Der IC Gambrinus blieb als einziges der sechs Zugpaare erstklassig und wurde zur Unterscheidung daher zum Sommerfahrplan 1978 zu einem Trans-Europ-Express mit den Zugnummern TEE 14/15 aufgewertet. Damit war er der erste reine Inlands-TEE der Deutschen Bundesbahn seit der Einstellung des TEE Rheinpfeil 1971 und diente hauptsächlich als Entlastungszug für die zweiklassigen Intercity-Züge. Die 1092 km lange Strecke von Hamburg-Altona nach München legte der TEE Gambrinus in neuneinhalb Stunden zurück. Mit dem Sommerfahrplan 1979 wurde der Gambrinus, nun als TEE 18/19, zwischen Münster und Essen ohne Halt über Recklinghausen und Gelsenkirchen statt wie bisher über Dortmund geleitet. Als Ersatz für den entfallenen Halt in Dortmund richtete die DB ab dem 1. Juni 1980 einen zusätzlichen Halt in Gelsenkirchen Hauptbahnhof mit Anschluss an Eilzüge nach Dortmund ein.
Aufgrund der zurückgehenden Fahrgastzahlen kürzte die DB den Laufweg des Zuge ab dem Winterfahrplan 1980/81 auf den Abschnitt Bremen–Stuttgart ein. Zum Sommerfahrplan 1981 wurde der Gambrinus im Norden noch einmal gekürzt und verkehrte unter der Woche nur noch von Münster nach Stuttgart. Von Freitag bis Montag wurde der Zuglauf für ein halbes Jahr wieder bis Hamburg-Altona verlängert, zum Winterfahrplan 1981/82 jedoch ebenfalls auf Münster verkürzt. Zur Erhöhung der Reisendenzahl verlegte die DB im Sommerfahrplan 1982 den nördlichen Endpunkt des Zuges von Münster nach Dortmund. Da auch diese Maßnahme nicht ausreichte, wurde der TEE Gambrinus am 29. Mai 1983 eingestellt.
Der Zug war mit einer Lokomotive der Baureihe 103 bespannt und bestand anfangs aus zehn TEE/IC-Wagen, davon sechs Abteilwagen der Gattung Avmz, drei Großraumwagen Apmz und einem Speisewagen WRmz. Davon verkehrten zwei Abteil- und ein Großraumwagen nur bis Stuttgart. Ab Sommer 1979 wurde der Zug auf acht Wagen verkürzt, die jedoch alle auf der Gesamtstrecke verkehrten. Dabei handelte es sich nun um fünf Abteilwagen Avmz und einen Großraumwagen Apmz, einen Speisewagen WRmz und einen Barwagen ARDmh. In den Folgejahren wurde der Zug weiter gekürzt und bestand ab dem Winterfahrplan 1980/81 noch aus drei Avmz, einem Apmz und einem Halbspeisewagen der Bauart ARmh. Nach dem Wegfall eines weiteren Avmz im Sommer 1981 verkehrte der TEE Gambrinus bis zu seiner Einstellung noch mit vier Wagen.
Nach der Einstellung wurde der Zugname Gambrinus für einen Intercity von Westerland (Sylt) nach Stuttgart weiterverwendet.